# Погані хлопці (фільм, 1983)
«Погані хлопці» (англ. Bad Boys) — американський драматичний фільм, знятий у 1983 році, події якого відбуваються у центрі ув'язнення неповнолітніх. Режисером фільму виступив Рік Розенталь.

## Сюжет
Мік О’Браєн — 16-річний хуліган ірландського походження скоює все тяжчі і тяжчі злочини і врешті опиняється у виховній колонії для неповнолітніх, де панують свої жорстокі закони. Через деякий час туди ж потрапляє і ворог Міка — ватажок пуерториканської бандитської групи Пако Морено. Розбірки не уникнути.

## У ролях
| Актор        | Роль             |
| ------------ | ---------------- |
| Шон Пенн     | Мік О'Браєн      |
| Есай Моралес | Пако Морено      |
| Еллі Шиді    | Дж.С.Валенськи   |
| Рені Сантоні | Рамон Херрера    |
| Ерік Гаррі   | Баррі Горовіц    |
| Джим Муді    | Жин Деніелс      |
| Кленсі Браун | "Вікінг" Лофгрен |

## Критика
Фільм отримав схвальні відгуки: Rotten Tomatoes дав оцінку 90% на основі 20 відгуків від критиків і 81% від більш ніж 50 000 глядачів.